# رابرت یکم، کنت فلاندرز
رابرت یکم (ح. 1035 – 13 اکتبر ۱۰۹۳، معروف به رابرت فریزی، از سال ۱۰۷۱ تا هنگام مرگش در سال ۱۰۹۳، کنت فلاندرز بود. او پسر بالدوین پنجم، کنت فلاندرز و برادر کوچکتر بالدوین ششم، کنت فلاندرز بود. او پس از شکست برادرزاده‌اش آرنولف سوم و متحدانش شامل فیلیپ یکم، پادشاه فرانسه، اوستاس کنت بولونی و کنت‌های سن‌پل و اردرس در نبرد کسل توانست این کنت نشین را از آن خود کند. او متعاقباً با فیلیپ، صلح کرد و به عنوان پسرخوانده او پذیرفته شد. اما دشمنی او با خواهرش ماتیلدا و شوهرش ویلیام فاتح، که پادشاه انگلستان و دوک نرماندی بود، پابرجا ماند.

## سالهای پسین و زیارت اورشلیم
رابرت فریزی با داشتن یک گروه قابل توجه همراه مسلح در سال ۱۰۸۶ به زیارت اورشلیم رفت و در بازگشت به خانه مدتی را صرف کمک به امپراتور بیزانس (الکسیوس یکم کومننوس) در برابر ترکان سلجوقی کرد. رابرت در ۱۳ اکتبر ۱۰۹۳ درگذشت